# Ruggero Lenci

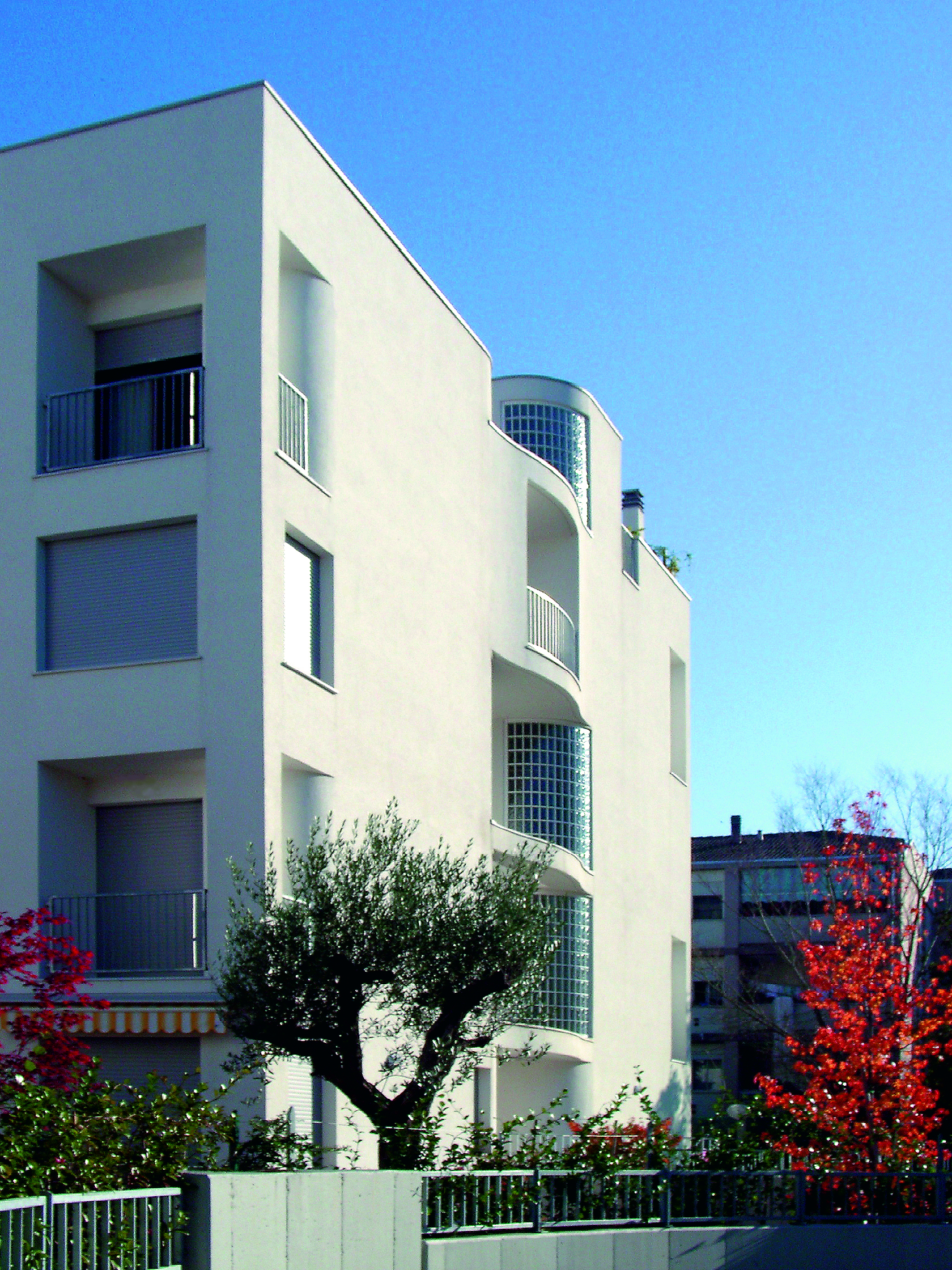
Unità abitativa Europan 1, Favaro Veneto (Venezia). Latitudine 45°30'25.85";
longitudine 12°17'18.01"

Ruggero Lenci (Roma, 7 gennaio 1955) è un architetto italiano.

## Biografia
Professore di Architettura e Composizione architettonica alla Sapienza - Università di Roma, è autore di libri e direttore della collana editoriale Scienze dell'abitare sostenibile.
Il suo contributo teorico sul tema Evoluzione e architettura tra scienza e progetto propone un accostamento tra le discipline scientifiche, umanistiche e progettuali dal quale deriva il parallelismo: la morfogenesi del progetto ricapitola la storia dell'architettura, le cui tesi sono contenute nei libri Evoluzione e Architettura (2008), Le mura poligonali con blocchi concavi (2019), Vultus Urbis (2020), Archigenesi (2022).
Tra i suoi contributi figurano il progetto di un'unità abitativa sperimentale realizzata a Favaro Veneto (Venezia) a seguito della premiazione al concorso europeo Europan 1 (1989), i progetti di unità abitative elaborati per Roma, Bergamo, Bologna, Venezia, Firenze, isola di Bo-Svezia, ricerche sulla Scuola romana di architettura che hanno prodotto le monografie Studio Passarelli cento anni cento progetti (2006), Pietro Barucci Architetto (2009), La Casa del Girasole (2012), La Torre Eurosky (2014), Ingegneri-Architetti della Scuola Romana di Architettura (2021); i progetti didattici di circa 700 studenti raccolti nei quattro volumi Didattica e Architettura - Tesi in Composizione Architettonica (2007), Mutazioni Laurentino 38 - ontogenesi e filogenesi di un quartiere romano (2011), L'abitazione sostenibile, mutazioni genetiche a Tor Bella Monaca (2019), Il Progetto Flaminio come prodotto di ricerca (2022).
Sul tema del progetto abitativo ha pubblicato il libro L’enigma dell’unità abitativa tra teoria e ricerca progettuale (2020).
Sul tema del disegno urbano-umano ha pubblicato il libro Vultus Urbis (2020).
È risultato vincitore del primo premio "Arte in Luce" della Fondazione Sapienza dell’Università di Roma “La Sapienza” negli anni 2017, 2018, 2019.
Nel 2023 il Catalogo di Arte Moderna n. 59 (CAM) Cairo Mondadori gli dedica la copertina, pubblicando su di essa la sua scultura in bronzo "Ziggurat".

## Pubblicazioni in volume
- Franco Purini AI. Traslitterazioni di Ruggero Lenci, Fergen, Roma 2025, ISBN 9788898509676
- Architettura e Filosofia, Autore Bruno Queysanne, (a cura di Ruggero Lenci), Gangemi, Roma 2024, ISBN 9788849250725
- Arte e salute, (Atti convegno - tenutosi all'Ospedale S. Lucia-IRCCS di Roma dal 26 al 28 ottobre 2022 - a cura di Ruggero Lenci e Amelia Mutti, con testi di Ilaria Capua, Livia Turco, Grazia Labate, Ruggero Lenci, Amelia Mutti, Franco Purini e altri), Edizioni Fergen, Roma 2023, ISBN 9788898509492
- Archigenesi,., Edizioni Timia, Roma 2022, ISBN 978-88-998-5599-4
- Il Progetto Flaminio come prodotto di ricerca, (prefazione Umberto Vattani, introduzione Laura Thermes)., Editore Gangemi, Roma 2022, ISBN 978-88-492-4512-7
- Simposio Arte-Architettura su Franco Purini, (a cura di Ruggero Lenci, prefazione di Claudio Strinati), Editore Gangemi, Roma, 2021, ISBN 978-88-492-4135-8.
- Ingegneri-Architetti della Scuola Romana di Architettura, (prefazione di Franco Purini, introduzione di Alessandra Muntoni)., Editore Gangemi, Roma, 2021, ISBN 978-88-492-4057-3
- L'enigma dell'unità abitativa, tra teoria e ricerca progettuale (introduzione di Franco Purini), Roma, Gangemi, 2020, ISBN 978-88-492-3950-8.
- Centocinque domande a Pietro Barucci (a cura di), Napoli, CLEAN, 2020, ISBN 978-88-8497-745-8.
- Vultus Urbis (prefaz. Giovanna De Sanctis Ricciardone, introduz. Alessandra Muntoni, Franco Purini), Roma, Gangemi, 2020, ISBN 978-88-492-3905-8.
- L'abitazione sostenibile, mutazioni genetiche a Tor Bella Monaca, Roma, Gangemi, 2019, ISBN 978-88-492-3802-0.
- XYZ Art Design, 2019, ISBN 978-0-244-75295-8
- L'enigma dell'opera poligonale con blocchi concavi e il rilievo delle mura di Amelia, seconda edizione, Roma, Gangemi, 2019, ISBN 978-88-492-3718-4.
- Roma, crisi del progetto e della civitas, (con altri curatori) Ingramspark, 2017. ISBN 979-12-200-2376-4. (Giornata di studi del Dottorato in Ing. Arch. et Urb.)
- L'avventura di un Paguro Bernardo, quarta edizione, 2015. ISBN 978-1-326-41205-0. Narrativa illustrata per bambini (libro tradotto in inglese e in francese).
- L'enigma di Eurosky (con testi di Pietro Barucci, Alessandra Muntoni, Valentina Ricciuti, Claudio Strinati ed altri), Roma, Gangemi, 2014, ISBN 978-88-492-2928-8.
- Il Divenire dell'Europa (con testi di Claudio Strinati ed altri), Roma, Gangemi, 2013, ISBN 978-88-492-2731-4.
- L'Estate Romana di Renato Nicolini (con testi di Franco Purini, Claudio Strinati ed altri), Roma, Gangemi, 2013, ISBN 978-88-492-2657-7.
- L'enigma del Girasole (prefazione di Franco Purini, introduzione di Alessandra Muntoni, postfazione di Claudia Conforti),, Roma, Gangemi, 2012, ISBN 978-88-492-2494-8.
- Mutazioni Laurentino 38 - Ontogenesi e filogenesi di un quartiere romano, (introduzioni di Pietro Barucci e Franco Purini)[1], (pref. F. Purini, intro P. Barucci), Prospettive, Roma 2011. ISBN 978-88-89-400-69-2
- Morfemi dinamici[2], (con testi di Franco Purini ed altri), Prospettive, Roma 2011. ISBN 978-88-89400-64-7
- Pietro Barucci Architetto[3], (con testi di L. Benevolo, A. Muntoni, G. Muratore, F. Purini), Electa, Milano 2009. ISBN 978-88-370-6749-6
- Evoluzione e Architettura tra scienza e progetto[4], Prospettive, Roma 2008. ISBN 978-88-89400-25-8
- Didattica e Architettura - Tesi in Composizione Architettonica[5], (con testi di P. Colarossi, M. Rebecchini e altri), Prospettive, Roma 2007. ISBN 88-89400-18-8
- Studio Passarelli - Cento anni cento progetti[6], (con testi di A. Anselmi, G. Muratore, L. Passarelli), Electa, Milano 2006. ISBN 88-370-4204-3
- Lo sguardo sul muro - Architettura dei particolari e gusto dell'imperfezione[7], (autore Massimo Birindelli, a cura di R. Lenci), Mancosu editore, Roma 2006. ISBN 88-87017-47-6
- Lenci Valentin - Architettura Teorematica[8], (con N. Valentin), Mancosu, Roma 2005. ISBN 88-87017-43-3
- I.M. Pei - Teoremi spaziali[9] Universale di Architettura, Testo & Immagine, Torino 2004. ISBN 88-8382-143-2
- Sergio Lenci - l'Opera Architettonica 1950-2000[10], (a cura di R. Lenci), Diagonale, Roma 2000. ISBN 88-8263-033-1
- Manzone Architetto[11], (con nota di A. Bruschi), Gangemi, Roma 1997. ISBN 88-7448-759-2
- Massimiliano Fuksas - Oscillazioni e sconfinamenti,[12] Universale di Architettura, diretta da Bruno Zevi, Testo & Immagine, Torino 1996. ISBN 88-86498-06-3